# .do
.do ist die länderspezifische Top-Level-Domain (ccTLD) der Dominikanischen Republik. Sie wurde am 25. August 1991 eingeführt und wird von der Päpstlichen Katholischen Universität „Mater et Magistra“ verwaltet.

## Eigenschaften
Zunächst konnten Domains nur auf dritter Ebene registriert werden, erst seit Oktober 2009 sind auch Second-Level-Domains zugelassen. Inhaber bestehender Adressen konnten .do-Domains bevorzugt anmelden. Die vorhandenen Second-Level-Domains wurden nicht aufgelöst, sondern blieben weiter erhalten. Beispielsweise existieren .com.do, .net.do und .org.do als länderspezifische Alternative zu den generischen Adressen .com, .net und .org. Zwar können .do-Domains ohne einen Wohnsitz oder eine Niederlassung im Land angemeldet werden, jedoch erfordert die Vergabestelle die Angabe der Personalausweis- beziehungsweise Handelsregister- und Umsatzsteuer-Nummer bei der Anmeldung.